# 滨湖伦茨
滨湖伦茨是奥地利下奥地利州沙伊布斯县的一个市镇。总面积101.41平方公里，总人口1944人，人口密度19.2人/平方公里（2005年）。